# Crunch
Crunch（クランチ）は、1998年 - 2001年頃に日本で活動した、男女混成の4人組ダンスグループ。1人が小学生であることが話題を呼んだ。SPEEDのメンバー・今井絵理子とのコラボレーション・ユニットEriko with Crunchで知られる。

## メンバー
Tomo（Tomomi）
本名：長井智美（ながい ともみ、1977年6月9日 -）。新潟県出身。2015年10月現在、東京スクールオブミュージック専門学校渋谷及びERINA.STUDIO FITにて本名で講師として活動中。
Yasu
1979年8月2日生まれ。男性。八王子出身。関東一高卒。野球部在籍。
Masaki
1979年11月24日生まれ。男性。
Sachika
本名：立石沙千加（たていし さちか、1988年2月18日 -）。長崎県出身。愛称：さっちん。AI-SACHIメンバーとして2001年CDデビュー。

## 作品
全てEriko with Crunchとして。
シングル
- 冷たくしないで（1998年10月28日、SPEED「ALL MY TRUE LOVE」のカップリング）
- EVERYDAY, BE WITH YOU（1999年5月19日、SPEED「Breakin' out to the morning」のカップリング）
- Red Beat of My Life（2000年3月15日） - Eriko with Crunchとしてのファーストシングル
- Luv is Magic（2000年8月2日）

アルバム
今井絵理子のアルバムに収録。
- My Place（2001年7月18日）
- Single Collection～Stairway～（2004年11月25日）

DVD
今井絵理子のPV集に収録。
- My Place ON FILMS（2001年12月19日）